# Mark Kennedy (football)
Mark Kennedy, né le 17 mai 1976 à Dublin (Irlande) est un footballeur international irlandais, qui évolue au poste de milieu de terrain et en équipe de la république d'Irlande devenu entraîneur.
Kennedy a marqué quatre buts lors de ses trente-quatre sélections avec l'équipe de la république d'Irlande entre 1995 et 2002.

## Palmarès

### En équipe nationale
- 34 sélections et 4 buts avec l'équipe de république d'Irlande entre 1995 et 2002.

## Sources
- (en) Stephen McGarrigle, The Complete who's who of Irish international football : 1945-1996, Edimbourg, Mainstream Publishing, octobre 1996, 237 p. (ISBN 1-85158-894-9), p. 109-110